# 井上雄彦
井上雄彥（日语：／ Inoue Takehiko ?，1967年1月12日—），日本漫畫家。男性。鹿兒島縣伊佐市（原大口市）出身。B型血。

## 簡介
代表作是《灌籃高手》、《浪人劍客》、《REAL》。井上雄彥的作品以描述青年在歷經運動或戰鬥中成長的過程為主要內容，他以寫實逼真的人物描寫和堅忍的風格而聞名。
1988年，井上使用筆名（成合雄彥）以短篇「紫色的楓」獲得手塚獎出道。1990年，他開始改用現在的本名在《週刊少年Jump》（集英社）連載籃球題材漫畫《灌籃高手》。連載的期間，日本國內和海外鄰近國家掀起了打籃球的熱潮。1998年，轉移至《MORNING》（講談社）開始連載《浪人劍客》。並從次年1999年開始，在《週刊YOUNG JUMP》（集英社）連載以輪椅籃球為題材的漫畫《REAL》。之後，《浪人劍客》獲頒日本新媒體動漫藝術節大獎和手塚治虫文化獎大獎。2012年，井上獲頒平城遷都1300年紀念ASIA COSMOPOLITAN獎文化獎。
2023年8月，被美國《新聞週刊（Newsweek）》日本版雜誌選為世界尊敬的百大日本人之一。

## 來歷
井上雄彥在小學、中學時是參加劍道社，高中時期開始加入當時冷門的籃球社，並擔任主將。另一方面，他從小就對繪畫有興趣，高中畢業時已經確立要成為漫畫家的志向。特別是幼少時期很喜歡水島新司的漫畫《大飯桶》，他還有受到池上遼一的《男組》、小林誠的漫畫作品所影響。
高中3年級（鹿兒島縣立大口高等學校）時，井上雖然以進學藝術大學為前提，前往美術預校接受暑期講習，但因需要大筆支出及開銷等理由而改選離家鄉較近的熊本大學文學部就讀。20歲（1987年）時投稿到集英社《週刊少年Jump》，被編輯中村泰造發掘。並在導師的鼓勵及支持下，離開已經就讀三年的熊本大學，投身於漫畫業界發展。在北條司連載《城市獵人》期間做了將近10個月的助理，磨練漫畫製作的基礎。次年1988年，他投稿短篇「紫色的楓」獲得第35屆手塚獎，從此正式出道。
之後在《週刊少年Jump》發表過許多籃球題材的短篇，及第一次負責作畫連載《變色龍傑爾》。1990年《灌籃高手》連載開始，日本國內掀起了打籃球的熱潮，而且每更新一回閱讀人數也不斷的逐步攀升。1993年也進行動畫製作。連載終了10年後的2006年也入圍文化廳舉辦問卷調查企劃「日本媒體藝數百選」的漫畫部門第1名。
1996年，《灌籃高手》連載完結。創作零星短篇之後，1998年開始以吉川英治的小說《宮本武藏》為劇本，開始在講談社《MORNING》連載《浪人劍客》。次年1999年開始，以不定期的方式連載輪椅籃球題材漫畫《REAL》在集英社《週刊YOUNG JUMP》，並說這是一部讓他掀起興趣看電視的漫畫。2019年現在，《浪人劍客》處於休載狀態。對於這兩部作品，井上說：《浪人劍客》盡量不使用漫畫先驅製造出「漫畫形式的手法和漫畫符號」以力求創新，反過來《REAL》令他畫工發揮到最大限度。

## 與籃球的邂逅
井上高中入學之後，在劍道社活動的哥哥發現他有打籃球的天份，於是他照哥哥的建議加入籃球社。根據本人接受專訪表示，自己本身一開始對籃球不是很有興趣，而是在朋友的邀請下立即加入。他加入籃球社後，因為身高因素，經常擔任後衛。
學生時期的井上已經有當上漫畫家之後一定要創作出籃球漫畫的目標，當時他覺得籃球題材的漫畫並不多見。《灌籃高手》連載開始後，自行成立了小型的籃球隊叫「TAKECHANS」，並擔任後衛。連載完結之後，NHK-BS1播出的NBA中繼轉播放至今多次特別邀請他擔任球評。
2004年，井上基於對籃球運動的感謝和回饋之意，構思決定設立獎學金。2006年年底，他與集英社、日本籃球協會等單位共同設立「灌籃高手獎學金」，希望幫助日本高中畢業後以美國的預科學校（大學入學預備學校）為目標，擁有想去美國挑戰的意志和能力，卻因為經濟或其他因素而無法圓夢的年輕選手完成夢想，讓夢想不再只存在於漫畫之中。
此外，《灌籃高手》一些登場人物的臉是井上以高中和大學時期的社團同學和好友作為原型。

## 年譜
- 1988年：以短篇「紫色之楓」入圍第35屆手塚獎（筆名：成合雄彥名義），在漫畫業界正式出道。
- 1989年：在《週刊少年Jump》（集英社）開始連載《變色龍傑爾》。
- 1990年：在《週刊少年Jump》開始連載《灌籃高手》（連載時期逐漸改成現在使用筆名，至1996年連載終了）。
- 1996年：在Sports-i ESPN（日语：スポーツ・アイ ESPN）網站開始連載《零秒出手》（連載至1998年終了）。
- 1998年：在《MORNING》（講談社）開始連載《浪人劍客》[14]。
- 1999年：在《週刊YOUNG JUMP》（集英社）開始連載《REAL》[15]。
- 2008～2010年：在日本三個城市舉辦「井上雄彥 最後的漫畫展」。
- 2010年：受到日本籃球協會的特別表揚。
- 2014～2015年：在日本國內5處舉辦。
- 2022年：親自編劇、執導《灌籃高手》動畫電影《THE FIRST SLAM DUNK》[16]。

### 受獎歷
- 1995年：第40屆小學館漫畫獎（《灌籃高手》）
- 1996年：獲得GOOD DESIGN（好設計獎）獎
- 2000年：第4屆日本新媒體動漫藝術節漫畫部門大獎（《浪人劍客》）
- 2000年：第24屆講談社漫畫獎（《浪人劍客》）
- 2001年：第5屆日本新媒體動漫藝術節漫畫部門優秀獎（《REAL》）
- 2002年：第6屆手塚治虫文化獎漫畫大獎（《浪人劍客》）
- 2008年：第2屆ASIAGRAPH Award頒獎儀式中獲獎
- 2009年：日本文化廳藝術選獎新人獎（日语：芸術選奨新人賞）
- 2012年：第1屆平城遷都1300年紀念ASIA COSMOPOLITAN獎（日语：平城遷都1300年記念アジアコスモポリタン）文化獎
- 2023年：第46屆日本電影學院獎最佳動畫片獎（《THE FIRST SLAM DUNK》）、第36屆日刊體育電影大獎石原裕次郎獎新人獎（《THE FIRST SLAM DUNK》）[17]
- 2024年：第74屆藝術選獎（日语：芸術選奨#2020年代） 媒體藝術部門 大臣獎（《THE FIRST SLAM DUNK》）[18]

## 作品列表

### 連載作品
變色龍傑爾（カメレオンジェイル，集英社《週刊少年Jump》，1989年33號—44號）
首部連載作品。描述主角卡麥隆·傑爾是一名能夠自由變化姿態的「危機終結者」之偵探故事。連載12回後終止。
灌籃高手（SLAM DUNK／，集英社《週刊少年Jump》，1990年42號—1996年27號）
描寫身為不良少年的主角櫻木花道進入高中籃球世界而活躍為主的代表作。連載將近6年的時間描寫櫻木等人在半年內的一場夏季IH賽的作品。
HANG TIME（集英社《週刊少年Jump》，1993年45號—48號）
以鮑柏·葛林（Bob Greene）的麥可·喬丹傳記《Hang Time: Days and Dreams with Michael Jordan》為原作的作品。在《灌籃高手》連載中進行短期集中連載。
零秒出手（BUZZER BEATER，集英社《月刊少年Jump》，1997年2月號—1998年8月號）
以描寫籃球「宇宙聯盟」為主的科幻風格作品。1996年開始以網路漫畫形式連載，之後登上《月刊少年JUMP》。後來在WOWOW和日本電視台播出改編同名電視動畫。
浪人劍客（バガボンド，講談社《MORNING》，1998年40號—）
以吉川英治小說《宮本武藏》為劇本的作品。將佐佐木小次郎描寫為聾人等異於原作的設定和內容，並大量描寫出獨特視野的場面。2016年至今長期中斷而不定期連載。
REAL（リアル，集英社《週刊YOUNG JUMP》，1999年48號—）
描寫因骨肉瘤症狀惡化面臨截肢的戶川清春、對於自己引起車禍造成他人一生的傷害而感到自責的野宮朋美、及因為車禍造成半身不遂而一直難以接受現實的高橋久信這3位主角為中心的輪椅籃球世界的作品。單行本以每年一本的速度推出。

### 短篇作品
紫色之楓（楓パープル，集英社《週刊少年Jump》，1988年32號）
入圍第35屆手塚獎的出道作。以籃球為題材的作品，主角流川楓、赤木剛憲等在內的角色，為後來《灌籃高手》中主要角色的原形。
春風少年兄（華SHONEN，集英社《週刊少年Jump》，1988年42號）
以戲劇社團為作品背景，描寫像女生般的美少年（將紫色之楓短篇的流川楓挪用）流川楓和活潑女生的戀愛喜劇。
就像喬丹（JORDANみてーに，漫畫《變色龍傑爾》第2冊附錄，1989年）
以高中籃球隊的日本選拔為題材的作品。
喜歡紅色（赤が好き，集英社《週刊少年Jump增刊》，1990年夏日特別號）
《灌籃高手》的短篇試閱版。主角櫻木花道等人和《灌籃高手》所有主要人物原型一樣的角色陸續登場。這部作品發表之後，《灌籃高手》則立即開始連載。
BABY FACE（集英社《週刊少年Jump》，1992年3、4合併號）
以23歳的孤獨殺手為主的短篇作品。在《灌籃高手》連載中進行短期集中連載。
耳環（集英社《週刊少年Jump》，1998年9號）
以海邊的小鎮為舞台，描述小學六年級時代的Ryota和少女Ayako2人之間的短篇故事。刊登於《週刊少年Jump》1998年第9號，後來也在《週刊YOUNG JUMP》2001年49號以安可刊重新發表。於《THE FIRST SLAM DUNK re:SOURCE》中首度收錄。
JUMP少年（小學館，1999年）
I LOVE THIS GAME（Adidas MANGA FEVER，2002年）
以足球為題材的短篇作品。
（集英社，2016年）
為里約奧運取材並出版。

### 插畫、設計等
- 1995年發表和運動品牌亞瑟士合作的籃球鞋款「HIGH TIME」，並在1996年獲得GOOD DESIGN（好設計獎）獎[20]。
- 「第1屆JBL男子巡迴大賽」海報（1996年）
- 《NBA解體新書》書本封面插畫（1996年）
- 《NBA雜學聖經（bible）》書本封面插畫（1997年）
- 「FILA素人GAMES」海報（1997年）。
- 資生堂「Aleph」廣告演出（1998年）
- 「1on1（日语：1on1）」（PlayStation遊戲）角色設計和故事概念（1998年）
- 資生堂「uno（日语：uno (化粧品)）」廣告演出（2005年）
- 「PRIDE 男祭 2005（日语：PRIDE 男祭り 2005） -ITADAKI-」插畫、題字[21]。
- 2005年，在UNIQLO的T-Shir圖樣設計比賽「UTGP」中擔任評審，並推出自己設計的聯名設計款式[22]。
- 遊戲「失落的奧德賽」（Xbox 360）主要角色設計（2007年）
- 《薩摩的奇跡 以日本為基礎構築的英雄們的真實》（2007年，總合法令出版，西鄉吉太郎、西鄉隆文（日语：西郷隆文）、大久保利泰、島津修久（日语：島津修久）著）書本封面繪製
- 「戰國英豪」主題海報（2007年）
- 2007年11月，在紀伊國屋書店紐約店繪製開幕紀念壁畫。
- 同年11月，集英社和講談社的《浪人劍客》、《REAL》的共同廣告。在讀賣新聞早報刊登後獲得第12回讀賣出版廣告大獎。
- 2008年開始至2010年為止，在東京、熊本、大阪、仙台巡回展出「井上雄彥 最後的漫畫展」。
- 2009年9月15日 NHK綜合頻道《行家本色 Professional（日语：プロフェッショナル 仕事の流儀）》特別記錄節目。
- 2011年5月，與nike合作發表“NIKE AIR ZOOM BRAVE IV IT”的新款籃球鞋和「nike DRI-FIT IT BUKATSU S/S T-Shirt」。
- 2012年3月，與Excite Japan共同發表「Smile by Inoue Takehiko」的智能手機程式。免費下載，對應裝置為iOS和Android。
- 同年5月，《空白》出版[23]。
- 2013年，為了伊勢神宮進行式年遷宮的儀式創作「承（しょう）」（水墨畫）的大和繪，並進行全國巡迴展之後，2016年4月27日—6月27日在遷宮館公開[24]。
- 「第１６回 世界剣道選手権大会」海報（2015年）[25][26]
- 2015年10月24日，素描畫冊（美術出版社）發售[27]。
- 2017年4月，為三原和人的漫畫（FUNWARI Jump連載）題字擔當。
- 2019年11月19日，与Flower Inc.一起推出"Talkin’ to the Rim" - feat. 櫻木花道[28]
- 2022年3月1日，与Flower Inc.一起推出Talkin’ to the Rim 2 - feat. 宮城良田[29]
- 2023年8月9日，《THE FIRST SLAM DUNK》推出网页LOCKER ROOM | 映画『THE FIRST SLAM DUNK』 （页面存档备份，存于）[30]

### 共著
- 井上雄彥、伊藤比呂美，Switch Publishing，2008年6月 NDL 21439355
- 冲方丁、井上雄彥（述），角川Group Publishing，2013年 NDL 22203192
- TEAM REAL（編），集英社，2016年 NDL 22840984。別題。

## 争议
井上雄彦在2019年6月9日和6月13日在个人Twitter帐户上分别点赞石平与河野太郎关于香港反對逃犯條例修訂草案運動的推文。当时并未引起关注，但是在10月初休斯敦火箭时任总经理莫雷发表挺港言论后，这两条推文被中国大陆网民挖出，引发中国大陆网民不满。但井上雄彦执导的电影《THE FIRST SLAM DUNK》仍于2023年在中国大陆公映。

## 助手經驗者
- 原泰久[32]
- 立澤克美（日语：立沢克美）[33]
- 和泉雄己[34]
- 三原和人[35][36]
- 高島正嗣[37]

## 相關節目
- BS漫畫夜話（日语：BSマンガ夜話）（NHK BS2）—下面本人並未出現
  - 《灌籃高手》，1997年1月7日，來賓：古田新太、一條由香莉
  - 《REAL》，2009年12月21日，來賓：柴田淳、石井正則

## 資料來源
1. ↑   (PDF). 獲獎者簡介和獲獎原因.   [2023-12-13] （日语）.
2. ↑  . 電影.com.   [2023-07-11] （日语）.
3. ↑  . 日本新媒體動漫藝術節. 文化廳. 2007  [2022-02-04]. （原始内容存档于2022-12-18） （日语）.
4. ↑  . CNN.co.jp. CNN. 2012-11-30  [2012-11-30]. （原始内容存档于2022-12-31） （日语）.
5. 1 2  朝日新聞社 2006，第60—70頁.
6. ↑  .   [2023-08-10]. （原始内容存档于2023-08-10） （日语）.
7. 1 2  雷曼 2005，第113—128頁.
8. ↑  . 朝日新聞 DO樂. 2009-05-09  [2011-08-16]. （原始内容存档于2012-11-01） （日语）.
9. ↑  《CITY HUNTER COMPLETE EDITON VOLUME:02》，2003年12月15日發行，第210頁 ISBN 4197802145
10. ↑  《DA VINCI》2007年12月號，Media Factory，第15—33頁。
11. ↑  今井 2002，第40—51頁.
12. ↑  . Business Jump. 集英社.   [2019-01-02]. （原始内容存档于2010-10-06） （日语）.
13. ↑  . 灌籃高手獎學金.   [2023-07-11] （日语）.
14. ↑  《浪人劍客》，吉川英治（原作），講談社〈MORNING KC：2340〉，2014年7月，第9版 ISBN 9784063883404、NDL 22447565
15. ↑  《REAL》第14冊，集英社〈YOUNG JUMP COMICS〉，2014年12月 ISBN 9784088900773 NDL 22510174
16. ↑  . 電影Natalie (Natasha). 2021-08-13  [2021-08-13]. （原始内容存档于2021-08-14） （日语）.
17. ↑  . 日刊體育 (日刊體育新聞社). 2023-12-27  [2023-12-27]. （原始内容存档于2024-01-17） （日语）.
18. ↑  . ORICON NEWS. oricon ME. 2024-02-28  [2024-02-28]. （原始内容存档于2024-03-20） （日语）.
19. ↑  ，TEAM REAL（編），2016年 NDL 22840984。別題。
20. ↑  .   [2018-12-30]. （原始内容存档于2019-05-12） （日语）.
21. ↑  .   [2018-12-30]. （原始内容存档于2007-06-25） （英语）.
22. ↑  . UNIQLO.   [2018-12-30]. 原始内容存档于2008-08-20 （中文（臺灣））.
23. ↑  《空白》，Switch Publishing〈SWITCH LIBRARY〉，2012年5月 NDL 22101871。別題《SWITCH INTERVIEW Apr. 2010—Mar. 2012》。
24. ↑  . 2016-04-25  [2018-12-30]. （原始内容存档于2016-05-29） （日语）.
25. ↑  . INOUE TAKEHIKO ON THE WEB. 2015-01-29  [2015-01-29] （日语）.
26. ↑  . 第16回 世界剣道選手権大会. 2015  [2015] （日语）.
27. ↑  . 產經NEWS. 2015-10-23  [2015-10-23]. （原始内容存档于2015-10-29） （日语）.
28. ↑  . INOUE TAKEHIKO ON THE WEB. 2019-11-19  [2019-11-19]. （原始内容存档于2024-12-08） （日语）.
29. ↑  . INOUE TAKEHIKO ON THE WEB. 2022-03-01  [2022-03-01]. （原始内容存档于2024-12-06） （日语）.
30. ↑  . 映画『THE FIRST SLAM DUNK』. 2023-08-09  [2023-08-09]. （原始内容存档于2024-12-06） （日语）.
31. ↑  . 联合早报. 2019-10-10  [2019-10-14]. （原始内容存档于2019-10-14） （中文（新加坡））.
32. ↑  . niconico新聞. niconico動畫. 2011-11-17  [2019-01-02]. （原始内容存档于2019-05-15） （日语）.
33. ↑  . Young Magazine官方網站｜WEB YanMaga. 講談社.   [2019-01-02]. （原始内容存档于2022-12-19） （日语）.
34. ↑  . 井上雄彥的Twitter. 2015-04-13  [2015-04-13]. （原始内容存档于2016-03-06） （日语）.
35. ↑  . 井上雄彥的Twitter. 2017-04-24  [2017-04-24]. （原始内容存档于2021-09-12） （日语）.
36. ↑  . 井上雄彥的Twitter. 2017-09-07  [2017-09-07]. （原始内容存档于2022-01-10） （日语）.
37. ↑  . 井上雄彥的Twitter. 2018-05-31  [2018-05-31]. （原始内容存档于2021-09-15） （日语）.

## 相關資料
發行年順
- 〈PIA mook〉2009年4月。NDL 21728147。
- 「《灌籃高手 完全版 全24冊》，井上雄彥，集英社，2002年」神奈川縣學校圖書館員研究會，2011年7月13日，國立國會圖書館〈協作參考數據庫〉。
- 中村徹，東京：雷鳥社，2012年。別題。ISBN 9784844136354。
- 金益見，講談社，2012年 NDL 22176809。別題。
- Casa BRUTUS特別編輯〈MAGAZINE HOUSE MOOK〉，2015年。NDL 22552514。別題《THE GAUDÍ PILGRIMAGE WITH TAKEHIKO INOUE》。
- 山智子，清水正（監修），日本大學藝術學院圖書館，2015年，第333頁。NDL 22646600。
- 惟雄、泉武夫、山下裕二、板倉聖哲（編輯委員）《日本美術全集》，小學館，2016年。
  - 第四章 80
  - 第四章 81

## 外部連結
- INOUE TAKEHIKO ON THE WEB （页面存档备份，存于） （日文、英文、繁體中文、韓文四個版本）
- 井上雄彦的Instagram帳戶 （日語）
- 井上雄彥的X（前Twitter） （日語）
- 灌籃高手獎學金官方網站 （日語）
- 映画『THE FIRST SLAM DUNK』官方網站 （页面存档备份，存于） （日語）